# Ahmed Rasim
Ahmed Rasim (Istanbul 1864-Illa d'Heybeli Ada 21 de setembre de 1932) fou un escriptor i historiador turc.
Va col·laborar en nombroses revistes i diaris i va compilar els seus escrits a Makalat ve musahabat (2 volums) i Omr-i edebi (4 volums). Va escriure unes 140 obres incloent algunes novel·les per joves i comtes. En història va escriure entre d'altres Istibaddan Hakimiyyet-i Milliyyeye (història de Turquia entre Selim III i Murat V) i un compendi anomenat Osmanlı Tarihi (Història otomà). Va escriure també obres socials descriptives, de gramàtica, retòrica, i una guia epistolar a més de traduir obres occidentals.